# Afroligusticum runssoricum
Afroligusticum runssoricum är en växtart i släktet Afroligusticum och familjen flockblommiga växter. Den beskrevs av Adolf Engler som Peucedanum runssoricum och fick sitt nu gällande namn av Pieter J. D. Winter 2008.
Arten är en perenn ört som förekommer i bergstrakter i centrala Afrika.